# Aswapiswanan Lake
Aswapiswanan Lake är en sjö i Kanada.   Den ligger i provinsen Manitoba, i den sydöstra delen av landet, 1 700 km nordväst om huvudstaden Ottawa. Aswapiswanan Lake ligger 188 meter över havet. Arean är 20,1 kvadratkilometer. Den sträcker sig 3,9 kilometer i nord-sydlig riktning, och 15,4 kilometer i öst-västlig riktning.
I omgivningarna runt Aswapiswanan Lake växer i huvudsak blandskog. Trakten runt Aswapiswanan Lake är nära nog obefolkad, med mindre än två invånare per kvadratkilometer.